# Guendalina Sartori
Guendalina Sartori (Monselice, 8 augustus 1988) is een Italiaans voormalig boogschutster en huidig coach.

## Carrière
Sartori nam in 2016 deel aan de Olympische spelen waar ze individueel de tweede ronde bereikte door te winnen van Carolina Aguirre maar verloor in de tweede ronde van Deepika Kumari. Met de Italiaanse ploeg werd ze vierde in de teamcompetitie. Ze won daarnaast een aantal competities zowel individueel als in teamverband.

## Erelijst

### Wereldkampioenschap
- 2011:  Turijn (team)
- 2012:  Las Vegas (team)

### Europese Spelen
- 2015:  Bakoe (team)

### Middellandse Zeespelen
- 2013:  Mersin (individueel)
- 2013:  Mersin (team)

### World Cup
- 2011:  Shanghai (team)
- 2015:  Marrakesh (indoor, individueel)
- 2016:  Nîmes (indoor, individueel)
- 2016:  Antalya (team)